# أنتوني أورتيغا (لاعب كرة قاعدة)
أنتوني أورتيغا (بالإسبانية: Anthony Ortega)‏ هو لاعب كرة قاعدة فنزويلي، ولد في 24 أغسطس 1985 في أكوماري ديل توي ‏ في فنزويلا.

## وصلات خارجية
- أنتوني أورتيغا على موقع دوري كرة القاعدة الرئيسي (الإنجليزية)
- أنتوني أورتيغا على موقعبيزبول رفرنس.كوم (الدوري الرئيسي) (الإنجليزية)
- أنتوني أورتيغا على موقعبيزبول رفرنس.كوم (الدوري الثانوي) (الإنجليزية)
- أنتوني أورتيغا على موقع إي إس بي إن.كوم (أم.أل.بي) (الإنجليزية)
- أنتوني أورتيغا على موقع مشجعي الرسوم البيانية (الإنجليزية)